# Kong Christian IX modtager Storhertug Friedrich-Franz af Mecklenburg Schwerin
Kong Christian IX modtager Storhertug Friedrich-Franz af Mecklenburg Schwerin er en film instrueret af Peter Elfelt.

## Handling
I september 1903 åbnede De Danske Statsbaner en færgerute mellem Gedser i Danmark og Warnemünde i Tyskland. Optagelserne er fra indvielsen med blandt andet Kong Christian IX, Storhertug Friedrich Franz IV af Mecklenburg Schwerin (1882-1945), Kronprins Frederik samt medlemmer af ministeriet Deuntzer (1901-1905).